# Tomás Maldonado

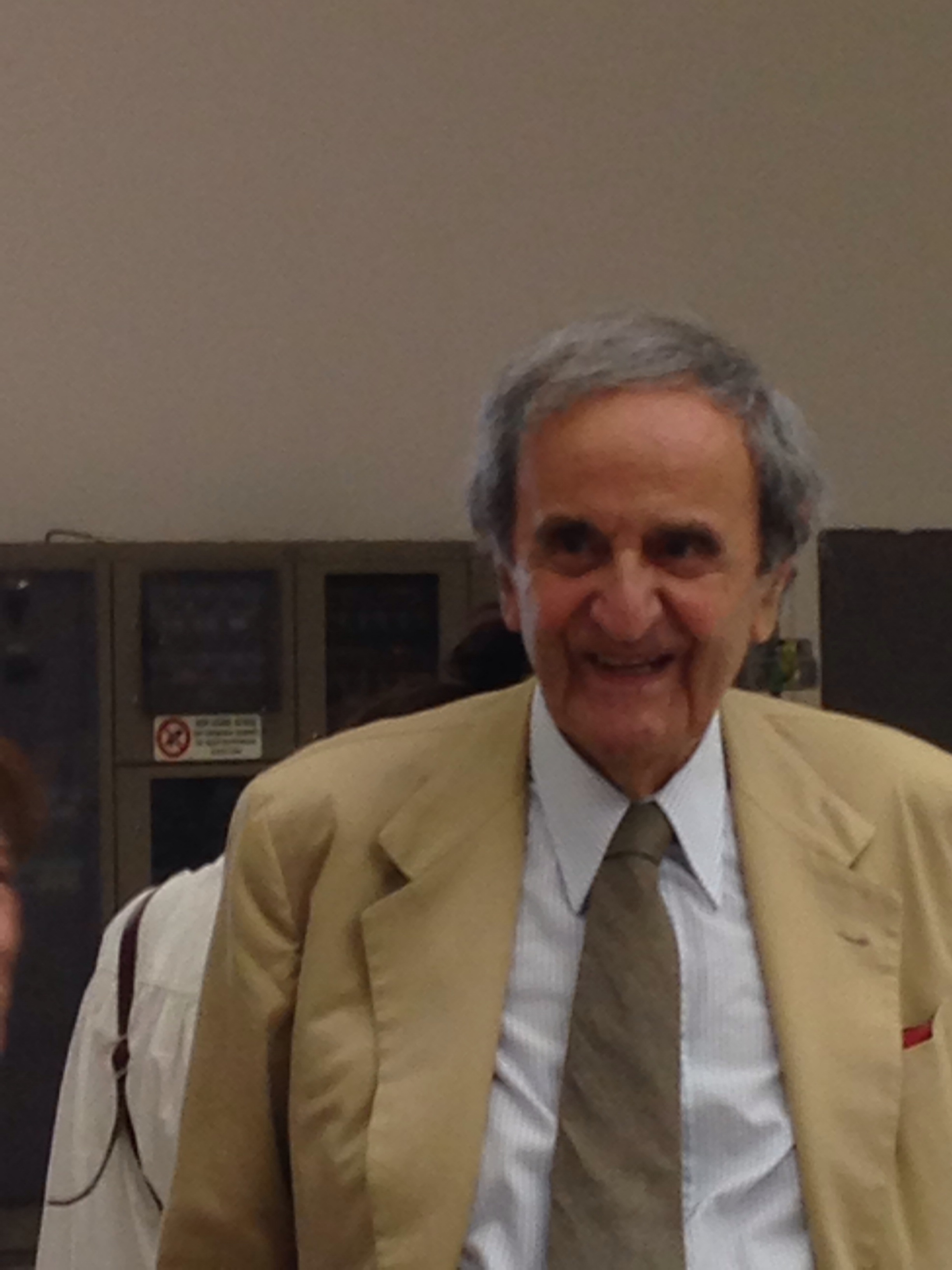
Tomás Maldonado in Mailand, 2014

Tomás Maldonado (* 25. April 1922 in Buenos Aires; † 26. November 2018 in Mailand) war ein argentinischer Maler, Gestalter, Designer, Design-Theoretiker, Philosoph und Hochschullehrer.

## Leben
Maldonado war von 1955 bis 1967 Dozent an der Hochschule für Gestaltung Ulm und von 1964 bis 1966 Rektor der Hochschule. 1966 wurde er zum Mitglied des Council of Humanities der Universität Princeton ernannt und hatte dort von 1967 bis 1970 den Lehrstuhl der „Class of 1913“ an der School of Architecture inne. Von 1976 bis 1984 war er Professor für Umweltgestaltung an der Universität Bologna. Von 1967 bis 1969 war Maldonado Präsident des internationalen Dachverbandes der Industriedesigner ICSID (International Council of Societies of Industrial Design). Außerdem leitete er von 1977 bis 1981 die Zeitschrift Casabella. Ab 1994 förderte er als Professor die Schaffung der Abteilung Industrial Design am Polytechnikum Mailand.

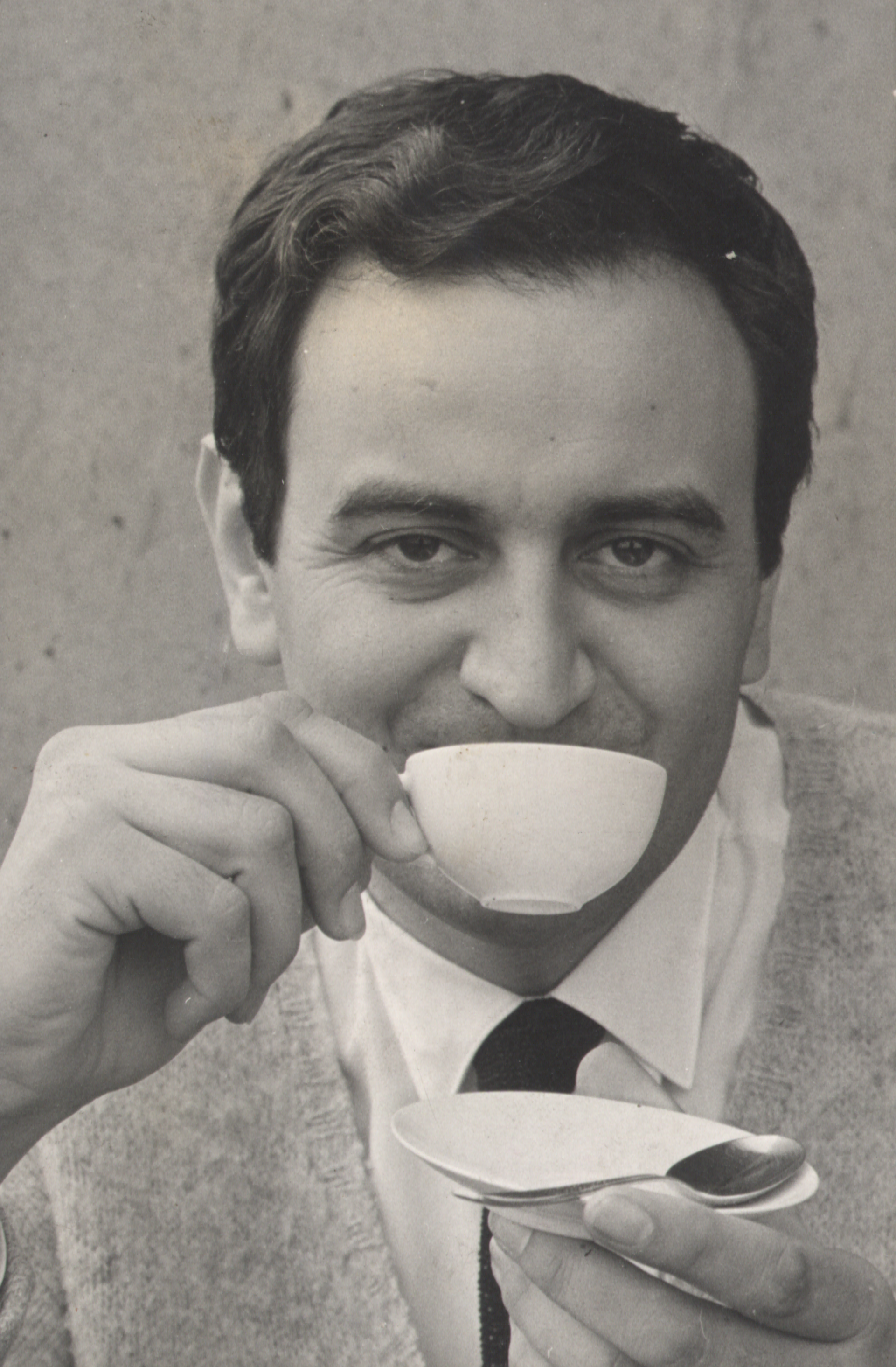
Tomás Maldonado (1956)

## Bedeutung
Mit seiner bewussten Abkehr vom Bauhaus und der Gründung einer modernen Grundlehre für die HfG Ulm ersann Maldonado ein Konzept, das als „ulmer modell“ bis heute Gültigkeit hat und in den Grundzügen an zahlreichen Hochschulen weltweit Anwendung bei der Ausbildung von Industriedesignern findet. Maldonado steht für die Verwissenschaftlichung der Ausbildung des Designers, insbesondere an der HfG Ulm, mit Lehre in Fächern wie Semiotik und Wissenschaftstheorie.

## Auszeichnungen
- 1995: Preis Compasso d’Oro des italienischen Industriedesigner-Verbandes
- 1998: italienischer Staatspreis für Verdienste im Bereich der Wissenschaft und Kultur
- 2001: Doktor honoris causa des Polytechnikums Mailand
- 2012: Großkreuz des Verdienstordens der Italienischen Republik

## Werke
- Max Bill. Editorial nueva visión, Buenos Aires 1955.
- Beiträge zur Terminologie der Semiotik. Ebner, Ulm 1961.
- La speranza progettuale. Einaudi, Turin 1970 (dt. Umwelt und Revolte: zur Dialektik des Entwerfens im Spätkapitalismus. übersetzt von Gui Bonsiepe, Rowohlt, Reinbek bei Hamburg 1972, ISBN 978-3-4991-1534-9)
- Avanguardia e razionalità: articoli, saggi, pamphlets 1946-1974. Einaudi, Turin 1974.
- Disegno industriale: un riesame. Feltrinelli, Mailand 1976.
- Tecnica e cultura: il dibattito tedesco fra Bismarck e Weimar. Hrsg., Feltrinelli, Mailand 1979.
- Il futuro della modernità. Feltrinelli, Mailand 1987.
- Cultura, democrazia, ambiente: saggi sul mutamento. Feltrinelli, Mailand 1990.
- Reale e virtuale. Feltrinelli, Mailand 1992.
- Tre lezioni americane / Three American lectures. Übers. von Kate Singleton und William S. Huff, Feltrinelli, Mailand 1992.
- Che cos'è un intellettuale? Avventure e disavventure di un ruolo. Feltrinelli, Mailand 1995.
- Critica della ragione informatica. Feltrinelli, Mailand 1997.
- Escritos Preulmianos. Carlos A. Méndez Mosquera und Nelly Perazzo (Hrsg.), Infinito, Buenos Aires 1997, ISBN 978-9-8796-3700-5.
- Memoria e conoscenza. Sulle sorti del sapere nella prospettiva digitale. Feltrinelli, Mailand 2005.
- Digitale Welt und Gestaltung. Übers. und Hrsg. von Gui Bonsiepe, Birkhäuser, Basel 2007, ISBN 978-3-7643-7822-6.